# St. Benedikt (Postmünster)

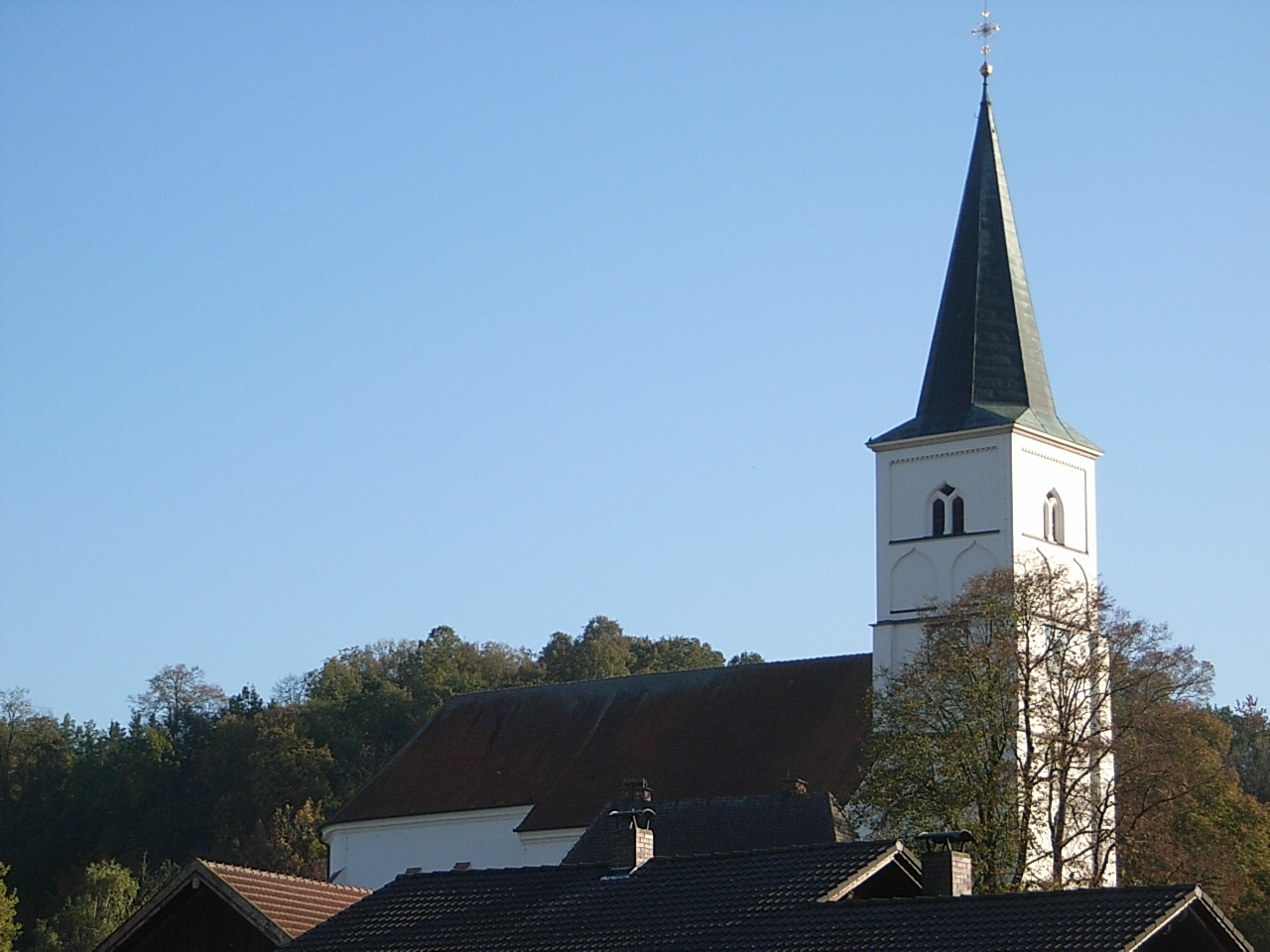
St. Benedikt (Postmünster)

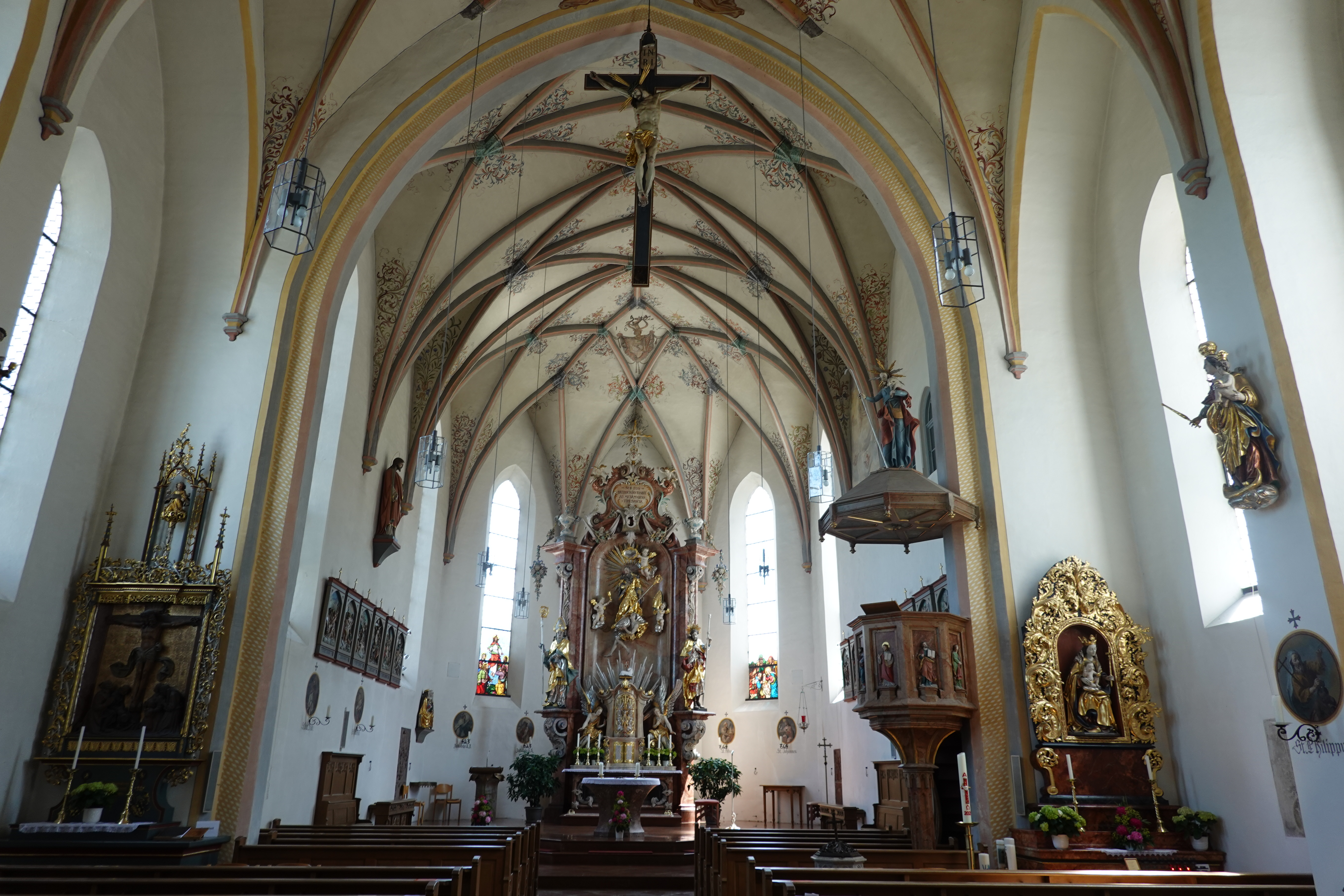
Innenansicht

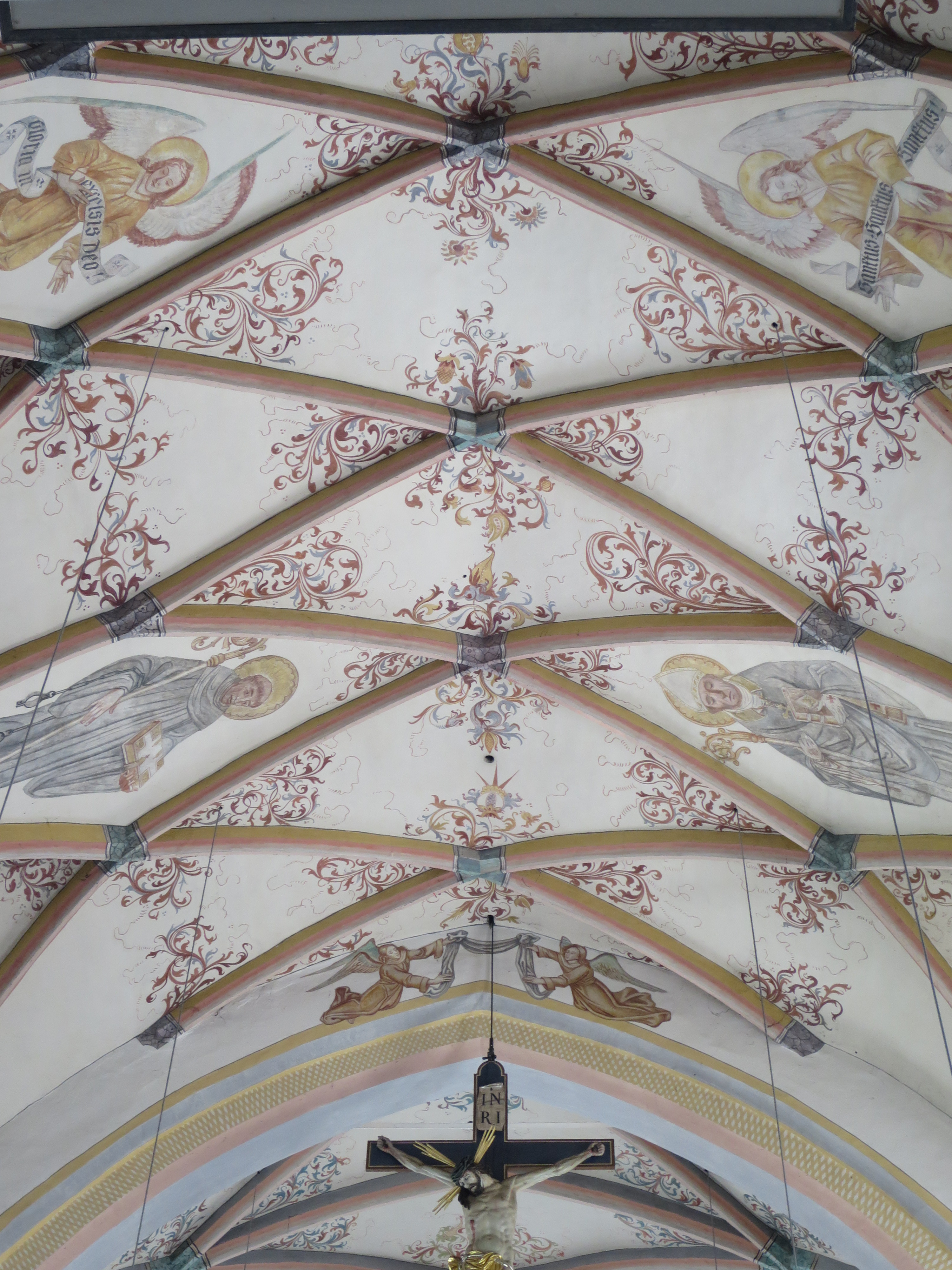
Gewölberippen im Langhaus

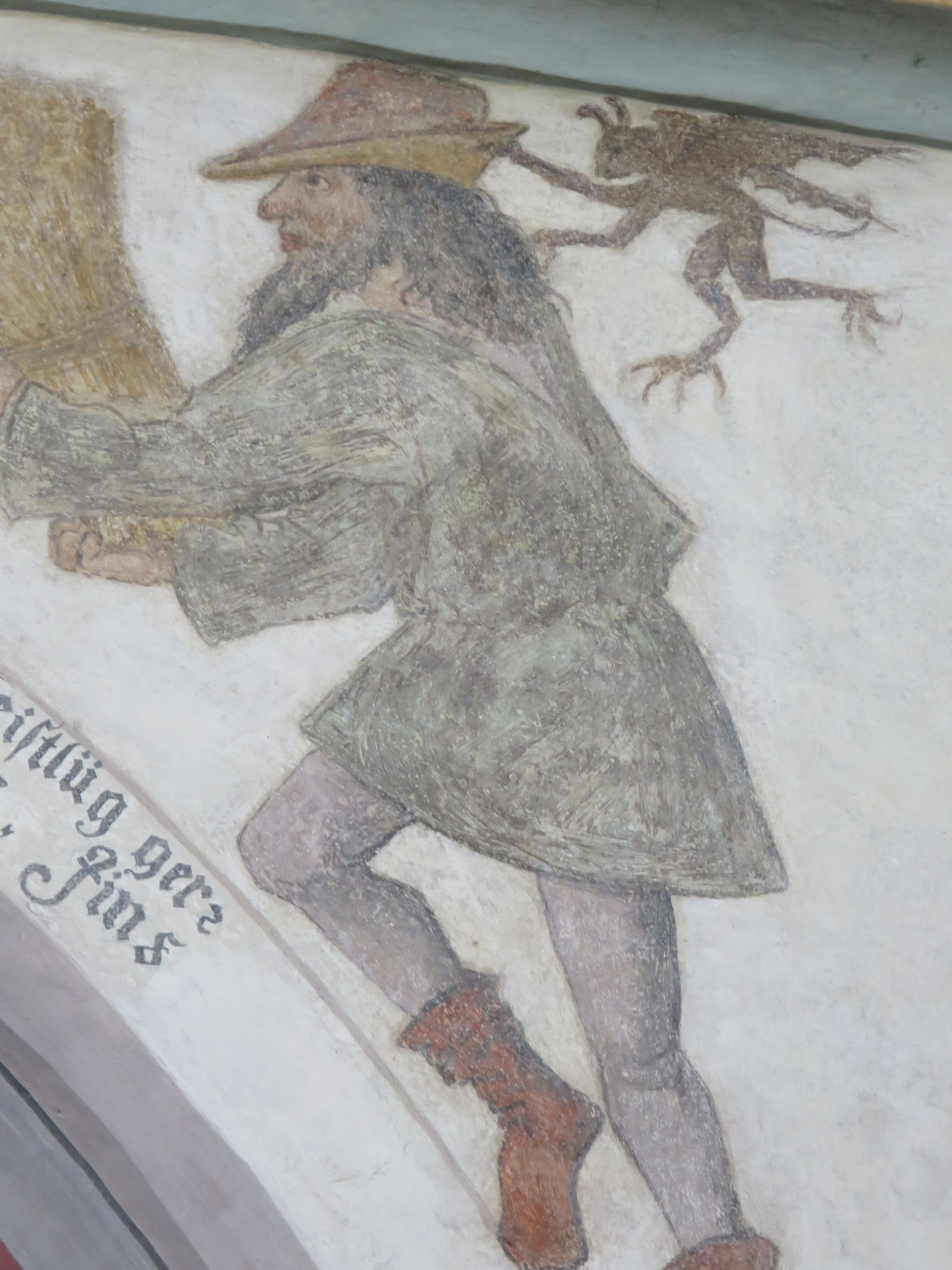
Wandmalerei

Die römisch-katholische Pfarrkirche St. Benedikt ist eine gotische Saalkirche in Postmünster im niederbayerischen Landkreis Rottal-Inn. Sie gehört zur Kirchengemeinde St. Benedikt Postmünster, die seit dem 1. September 2018 dem Pfarrverband Pfarrkirchen im Dekanat Pfarrkirchen/Landau des Bistums Passau angehört.

## Geschichte und Architektur
Die Kirche in Postmünster wurde nach einer erneuerten Jahreszahl an der Westseite des Chorbogens um das Jahr 1485 erbaut. Das Mauerwerk des Chores stammt im Kern möglicherweise noch aus dem 14. Jahrhundert. Das Äußere wurde mehrfach verändert. Der Westturm ist neugotisch.
Das für die Region typische spätgotische Bauwerk ist durch stattliche Abmessungen gekennzeichnet. Die durchlaufende Scheitelhöhe des Gewölbes unterstreicht die Einheit des Raumes. Den gesamten Eindruck prägen die langen Bahnen der Querpfeiler mit zugespitzten, quer ausgerichteten Tonnengewölben im Schiff zu vier Jochen, in denen die Gewölbefiguren in geknickter Reihung gebildet sind. Das Schiff ist nur um die Breite der Wandpfeilernischen breiter als der Chor. Der Chor von drei Jochen mit verschiedener Tiefe endet in einem Dreiachtelschluss. Die Gewölberippen werden von Konsolen abgefangen, die im Chor der ungegliederten Wand, im Schiff den Wandpfeilern vorgelegt sind. Im Westen ist eine in drei Jochen unterwölbte Westempore eingebaut, darüber eine hölzerne barocke Orgelempore. An der Brüstung der Empore ist ein Zyklus von Bildern aus der Passion aufgemalt, der im Jahr 1622 von verschiedenen Stiftern nach überstandener Bedrohung durch die Pest in Auftrag gegeben wurde. Am Gewölbe des Chorschlusses sind Wappen aus dem Jahr 1642 zu finden, die übrigen Gewölbemalereien wurden in grober Weise restauriert.

## Ausstattung
Der Hochaltar ist eine Rokoko-Nachbildung aus dem Jahr 1947 nach einem Entwurf von Hans Miller aus München, in den original barocke Holzfiguren einbezogen wurden, mit Bildhauerarbeiten von Jakob Christ aus Passau. Besonders hervorzuheben ist die mittlere Figur des von einem Engel emporgetragenen heiligen Benedikt, die 1753 von Georg Berger aus Triftern geschaffen wurde. Seitlich ist eine weitere barocke Figur des heiligen Benedikt mit bewegtem Ausdruck angeordnet, weiterhin der heilige Jakobus.
Der südliche Seitenaltar mit einer reich verzierten vergoldeten Akanthusrahmung aus dem Jahr 1715 wird Stephan Tabor aus Schärding zugeschrieben. Statt des einstigen Gemäldes enthält dieser jetzt eine bemerkenswerte Holzfigur der sitzenden Muttergottes aus der Zeit um 1510. Etwa gleichzeitig ist eine, an der Chor-Nordwand befindliche Schnitzgruppe der heiligen Anna selbdritt mit neugotisch ergänztem Kind. Der nördliche Seitenaltar ist neugotisch und stammt aus dem Jahr 1909, er ist mit einer Kreuzigungsgruppe ausgestattet und stammt von Valentin Kraus. Ein spätgotischer Johannes Evangelist um 1500 befindet sich an einem Wandpfeiler. Das 1675 gestiftete ausdrucksstarke und anatomisch korrekte Chorbogenkreuz wurde vom Pfarrkirchener Christoph Bendl geschaffen. Von beachtlicher Qualität sind die Ende des 19. Jahrhunderts von Sebastian Höfele gemalten Kreuzwegbilder.
Die Orgel ist ein Werk der Firma Orgelbau Eisenbarth aus dem Jahr 1961 mit 22 Registern auf zwei Manualen und Pedal.

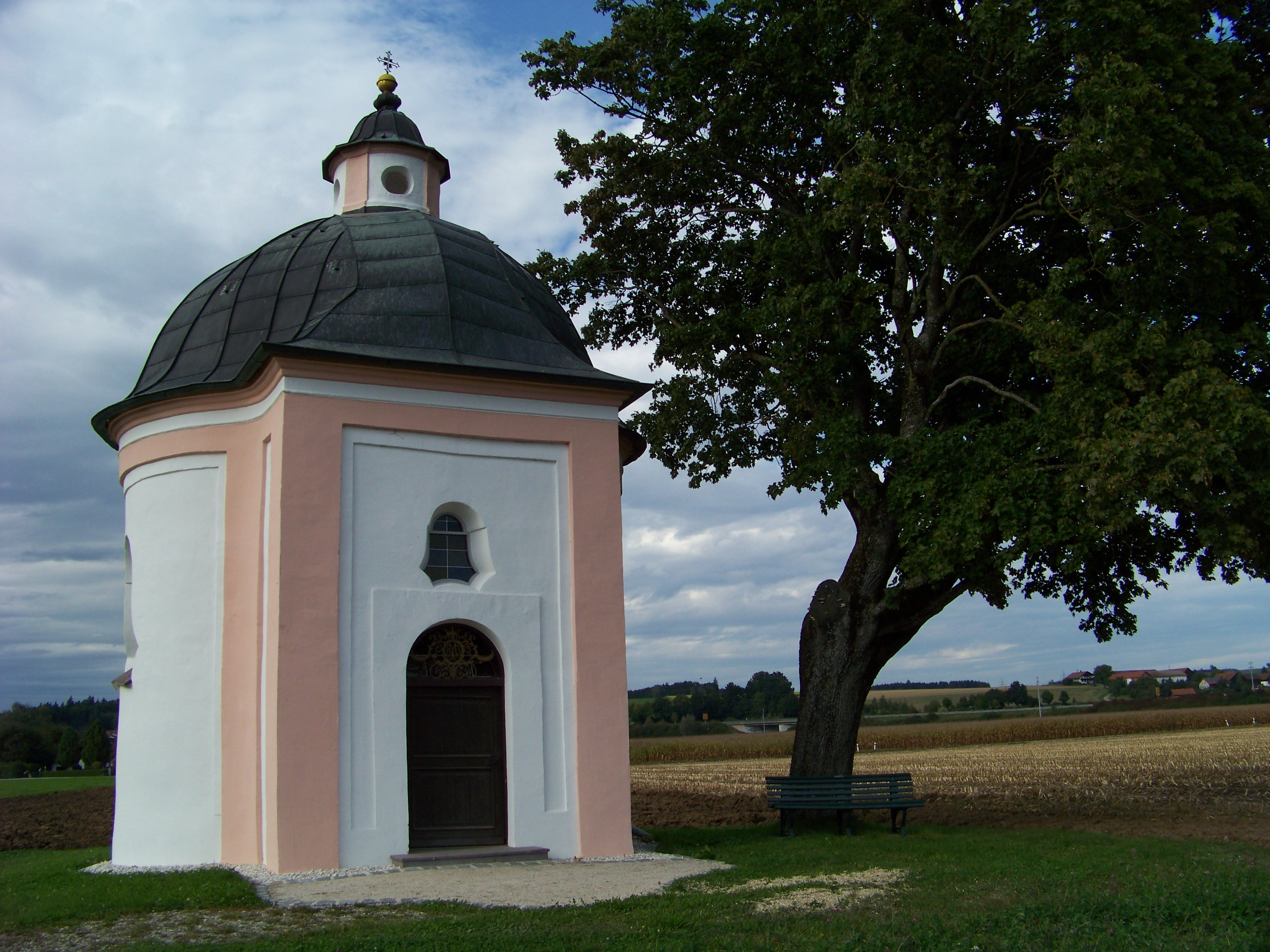
Hustenmutterkapelle

## Umgebung
Die sogenannte Hustenmutterkapelle am nordöstlichen Ortsrand (Kapellenweg 5) wurde 1748 als Pilgerziel für Menschen mit Hustenerkrankungen erbaut. Der kleine kleeblattförmige Rokoko-Zentralbau wird durch einen südlich vorspringenden geraden Eingang erschlossen. Die zweischalige Kuppelkonstruktion zeigt eine Innenkuppel mit begleitenden Halbkuppeln in den Konchen. Die Wände sind durch Pilaster und ein umlaufendes Gesims gegliedert. Die Rokoko-Stuckatur besteht aus Laub-, Gitter- und Bandelwerk, das mit Engeln und Blüten ausgestaltet ist. Der kleine Altar aus Stuckmarmor ist mit zwei Säulen ausgestattet und mit Rücksicht auf das ovale Fenster der Altarkonche durchbrochen. Zwei Holzfiguren der heiligen Johannes Evangelista und Sebastian wurden um 1480 geschaffen.
Das Bauwerk wurde in den Jahren 2009/2010 umfassend restauriert.